# Umberto Panerai
Umberto Panerai (ur. 13 marca 1953 we Florencji) – włoski piłkarz wodny, srebrny medalista olimpijski z Montrealu. 
Dwukrotnie uczestniczył na letnich igrzyskach olimpijskich (IO 1976, IO 1980). Na igrzyskach w Montrealu w 1976 roku wraz z kolegami zdobył srebrny medal. Zagrał wtedy w 8 meczach, nie zdobywając żadnej bramki.